# Bandera del Vichada
La bandera del Vichada es el principal símbolo oficial del departamento colombiano de Vichada. Se compone de dos franjas horizontales distribuidas en partes equitativas: La primera es de color amarillo, que representa la riqueza del territorio. La segunda es de color verde, que representa al llano y a la parte selvática del departamento.
La bandera es exactamente la misma, en colores y proporciones, que la bandera de Nariño.